# 潭內 (雲林縣)
潭內，是台灣雲林縣元長鄉的一個傳統地域名稱，位於該鄉西部。相較於今日行政區，其範圍大致包括潭西村不含東北部凸出部分的西北端、潭東村不含東北部、五塊村東南端、合和村南端中央地帶，以及四湖鄉溪底村東南凸出部分、北港鎮番溝里北部邊界地帶中段。

## 歷史
台灣清治末期至日治初期，潭內地區為一（舊制）街庄，稱為「潭內庄」，隸屬於白沙墩堡。該庄北與五塊藔庄、合和庄為鄰，東北與元長庄為鄰，東南與龍岩厝庄為鄰，南邊為溝皂庄，西邊為溪底庄。
1901年（日治明治三十四年）11月，全台廢縣廳改設二十廳，該庄隸屬於斗六廳。1903年（明治三十六年）6月，該庄編入「元長區」，隸屬於斗六廳。1909年（明治四十二年）10月，合併二十廳為十二廳，元長區改隸屬於嘉義廳。1920年（大正九年），全台地方制度大改正，廢十二廳改設五州二廳，該庄改制為「潭內」大字，隸屬於臺南州北港郡（新制）元長庄。
戰後元長庄改制為元長鄉，隸屬於臺南縣，大字亦改制為村。1950年10月，雲、嘉、南分治，元長鄉改隸屬雲林縣。

## 聚落
本地區發展較早的聚落有潭內（今潭西）、瓦磘（今潭東）等，在日治期初期的官方地圖上已有記載。

## 交通
縣道160號是四湖鄉三條崙至土庫鎮無底潭的道路，大致以西北西—東南東走向經過本地區北部凸出部分。由該道路向西北西轉西南可前往四湖鄉並止於三條崙；向東南東可前往元長鄉市區、土庫鎮西南部糞箕湖地區的無底潭並止於縣道145號路口。
鄉道雲100線是潭東至土庫的道路，其西側端點（起點）位於本地區瓦磘（潭東）聚落的鄉道雲166線路口。由此向東北轉北北東出聚落並出境後，可前往元長西端、合和、山子內中部、子茂北端、埤腳、新興北部、土庫，並止於土庫圓環，也就是縣道145甲線起點路口暨鄉道雲173線起點路口。
鄉道雲166線是西勢寮至潭東的道路，橫貫本地區中部地帶並經過鄉道雲171線終點路口、潭內（潭東）聚落、鄉道雲100線起點路口、瓦磘（潭西）聚落。由該道路向西可前往溪底地區的魚寮聚落、西勢寮聚落西南郊並止於縣道160號路口；向東南東可前往元長市區南郊並止於省道台19線路口。
鄉道雲171線是山寮至潭西的道路，其南側端點（終點）位於本地區西部邊界的鄉道雲166線路口（潭內聚落西北郊）。由此向北出境後可前往五塊寮地區的主聚落、山寮聚落並止於該聚落西北側。

## 學校
- 仁愛國小